# Can Julià (Sant Boi de Llobregat)
Can Julià és una obra del municipi de Sant Boi de Llobregat (Baix Llobregat) inclosa en l'Inventari del Patrimoni Arquitectònic de Catalunya.

## Descripció

### Edifici
Es tracta d'una masia que es pot incloure en el tipus II.5 de l'esquema de Danés i Torras. Conserva íntegra la seva estructura des de la seva data de construcció. Està composta per planta baixa, un pis i golfes (graner). Té una petita modificació en la finestreta de les esmentades golfes, ja que es creu que era d'arc de mig punt. Cal destacar la porta d'entrada, amb carreus alternats de mida i grans dovelles remarcant l'arc. També són originals els graons de pedra que hi donen accés i les dues baranetes de ferro forjat una a cada banda de la porta.
La teulada, de teula àrab a dues vessants amb ràfec i amb una variant a quatre vents a la part de les golfes. La planta és basilical.

### Parc
La masia és envoltada pel Parc de Can Julià, amb una àrea d'uns 4000-4500m². Es tracta d'un parc ple d'arbres i diferents plantes, amb més de quinze bancs i cadires, fonts, escales, petits murs de pedra, rampes i, fins i tot, una tauleta per a jugar a escacs.

## Història
No hi ha dades històriques concretes en referència a aquesta masia; és construïda, però, als principis del segle XVIII un dels grans últims moments de Sant Boi, quan encara no s'havia construït el pont del Llobregat a Molins de Rei i el pont de Sant Boi o la seva barca eren el pas obligat per homes, bestiar i mercaderies per travessar el riu. Això va dur una forta importància estratègica per a la vila i un considerable moviment comercial, que va traduir-se en la creació d'hostals, carnisseries, i el desenvolupament de moltes activitats menestrals.
El 2014, va ser restaurada per l'empresa Agbar.
A partir del 2021, forma part de la Xarxa Metropolitana de Refugis Climàtics com a un dels espais de Sant Boi on refugiar-se de les temperatures extremes.

## Actualitat
Des del 23 de març del 2014, aquesta masia recull el Centre d'Interpretació del riu Llobregat, que forma part de la Xarxa d'Equipament d'Educació per la Sostenibilitat Arxivat 2012-07-13 a Wayback Machine.. En aquest centre, s'hi pot trobar una exposició permanent anomenada "Els equilibris del Llobregat per viure", una visió global dels ecosistemes fluvials. L'exposició es divideix en tres àmbits:
- Flueix: el riu i el seu moviment.
- Transforma: el riu com a un modelador de l'entorn
- Acull: la relació entre el riu, la vida i la biodiversitat.

A més, hi ha diverses activitats, com visites guiades, tallers, descobriment de l'entorn, itineraris...